# Précinéma
Le terme précinéma  désigne les procédés inventés au cours du XIXe siècle, pour reconstituer le mouvement à partir de dessins ou de photographies, disposés (souvent) sur un support circulaire revenant cycliquement à son point de départ. Les procédés du précinéma sont antérieurs à une invention capitale qui va délivrer le spectacle présenté de sa répétition cyclique : le film souple, mis au point en 1887 par l'Américain John Carbutt, constitué de nitrate de cellulose (le celluloïd), que l'industriel George Eastman met sur le marché en 1888, débité en rouleaux de 70 mm de large, enduits ou non de substance photosensible. Si les procédés antérieurs n'ont pas été pour autant abandonnés à cette époque car ils avaient un marché spécifique, 1888 semble la date clé qui sépare le précinéma du cinéma. Les bandes dessinées ou les alignements de photographies du précinéma présentaient une saynète qui durait une à deux secondes au maximum. Grâce au film souple, les spectacles représentés peuvent durer une dizaine de secondes, voire quelques dizaines de secondes, et, très rapidement, permettront de présenter des films de plusieurs dizaines de minutes.
Le phénomène qui permet au cerveau de percevoir le mouvement tel que le présentent les procédés du précinéma, et plus tard les techniques du cinéma, a été étudié au début du XXe siècle par Max Wertheimer. C'est que l'on appelle « l'effet bêta » (confondu encore aujourd'hui avec « l'effet phi », autre phénomène mis en lumière également par Wertheimer), un phénomène d'interprétation de la vision par le cerveau, qui explique notre perception des images animées en mouvement. C'est la capacité du cerveau à identifier deux lumières clignotantes, éloignées l'une de l'autre, comme étant un seul objet lumineux qu'il croit voir se déplacer. Un bon exemple est donné par les flèches géantes lumineuses fixes décalées l’une derrière l’autre, en cascade, qui signalent sur les autoroutes un resserrement de la circulation ou une déviation, et qui s’allument et s’éteignent les unes après les autres, donnant l’illusion d’une flèche unique qui se déplacerait dans le sens indiqué. 
La « persistance rétinienne » entre pour peu de chose dans le phénomène (mais pas pour rien), et elle est surtout un inconvénient que chaque inventeur a dû combattre à sa manière.

## Les appareils du précinéma (avant 1888)
- XVIIIe – XIXe siècles : les zograscopes et boîtes d'optique pour visionner les vues d'optique
- XVIIIe – XIXe siècles : la lanterne magique

### Appareils utilisant des dessins ou impression sur papier
- 1825-1830 - le Thaumatrope, inventé en Europe conjointement par plusieurs chercheurs. Disque pivotant sur lui-même, à deux dessins recto-verso.
- 1832 - le Phénakistiscope, inventé par le Belge Joseph Plateau. Disque rotatif à 12 ou 16 dessins vus à travers des fentes.
- 1832 - le Stroboscope, inventé par l'Autrichien Simon Stampfer. Disque rotatif à 12, 16, 18 et 24 dessins sur deux rangs, vus à travers des fentes.
- 1834 - le Zootrope ou Zoetrope en anglais, inventé par l'Anglais William George Horner. Cylindre rotatif à 12 ou 18 dessins, vus à travers des fentes.
- 1853 – le Kinesticope, inventé par l’Autrichien Franz von Uchatius. Deux dessins alternatifs, équipé d'une lanterne magique de projection.
- 1868 - le Folioscope, inventé par l'Anglais John Barnes Linnett. Empilement de 20, 30 ou 40 dessins effeuillés par le pouce.
- 1877 - le Praxinoscope, inventé par le Français Émile Reynaud. 12 vignettes dessinées dans un cylindre en rotation, vues par l'intermédiaire de miroirs.
- 1880 - le Praxinoscope à projection, adapté par Émile Reynaud d'après son Praxinoscope-théâtre, équipé d'une lanterne magique de projection.
- 1880 - le Zoopraxiscope, inventé par l'Anglais Eadweard Muybridge. Disque rotatif à 12 ou 16 dessins, équipé d'une lanterne magique de projection.

Thaumatrope
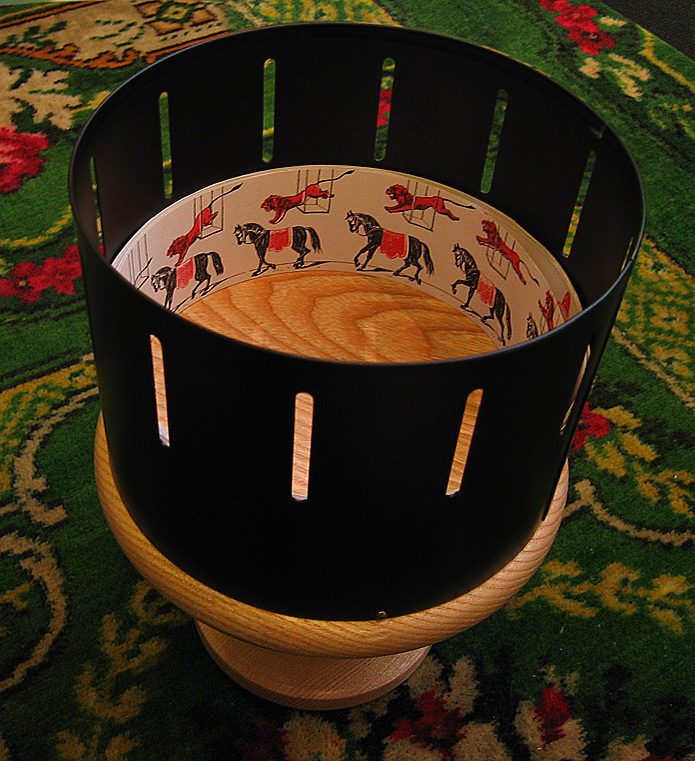
Zootrope
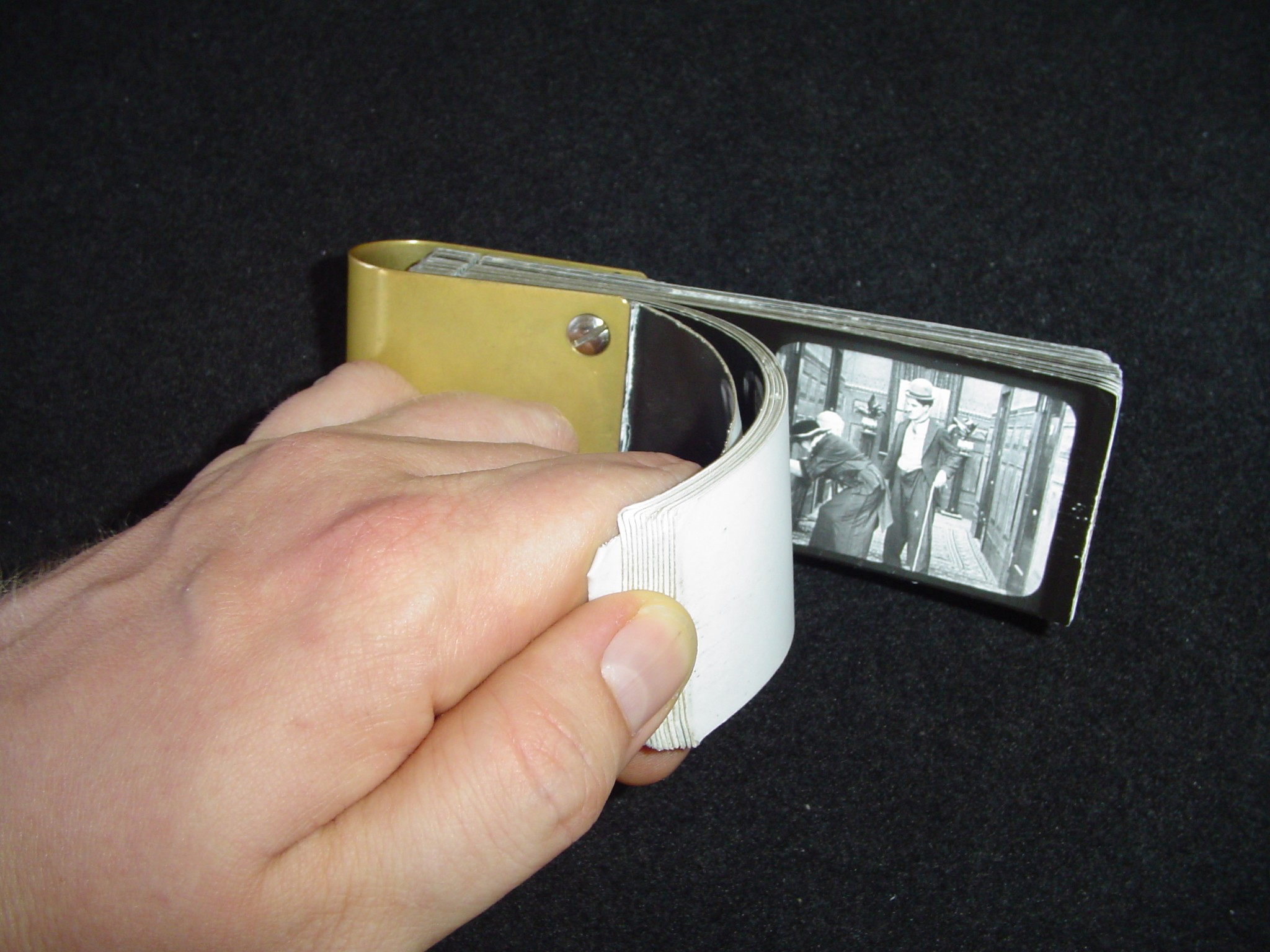
Folioscope (tirages photographiques sur papier)
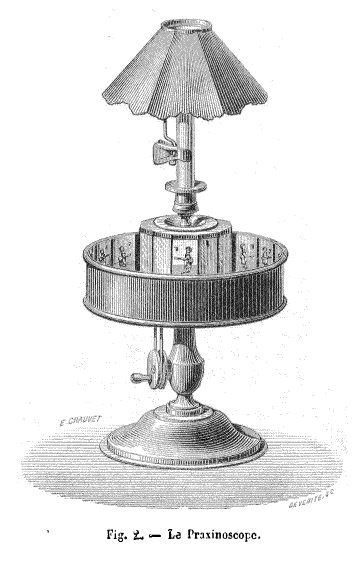
Praxinoscope
Zoopraxinoscope à dessins

### Appareils projecteurs utilisant des photographies transparentes ou du film transparent

Captation de la reconstitution d'un zootrope projecteur.

- 1880 - le Zoopraxiscope, inventé par l'Anglais Eadweard Muybridge. Il met en mouvement un disque rotatif portant 12 ou 16 photographies sur verre (captées par un procédé de chronophotographie) et utilise la lumière d'une classique lanterne magique pour la projection. Ce dispositif à mouvement continu devait donner une projection plus proche de l'animation ci-contre à gauche que de la moderne (et trop parfaite) animation .gif ci-dessous du même galop.
- 1886 - le LPCC Type-16, inventé par le français Louis Aimé Augustin Le Prince, enregistre 16 photographies sur verre avec 16 objectifs. Type de visionnement non reconnu.

Animation gif des images de Le Prince

- 1887 - le LPCCP Type-1 Mk2, inventé par Louis Aimé Augustin Le Prince, enregistre 20 photographies sur papier photosensible avec 1 unique objectif. Type de visionnement non reconnu (essais reportés en 1930 sur film souple Eastman Kodak 35 mm projetable avec un appareil standard) (animation gif ci-contre du fils de Le Prince à l'accordéon).
- 1891 - Phonoscope de Georges Demenÿ. Ce dispositif de projection utilise aussi un disque à rotation continue doté de 24 images devant lequel tourne un disque obturateur à une seule fenêtre[7].

Zoopraxiscope à photographies
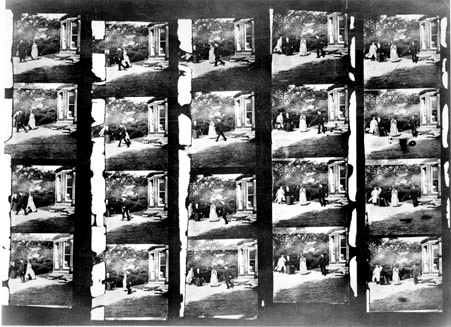
Les 20 vignettes originelles d'Une scène au jardin de Roundhay, qu'il est impossible de voir ou projeter en mouvement (L.A.A. Le Prince)
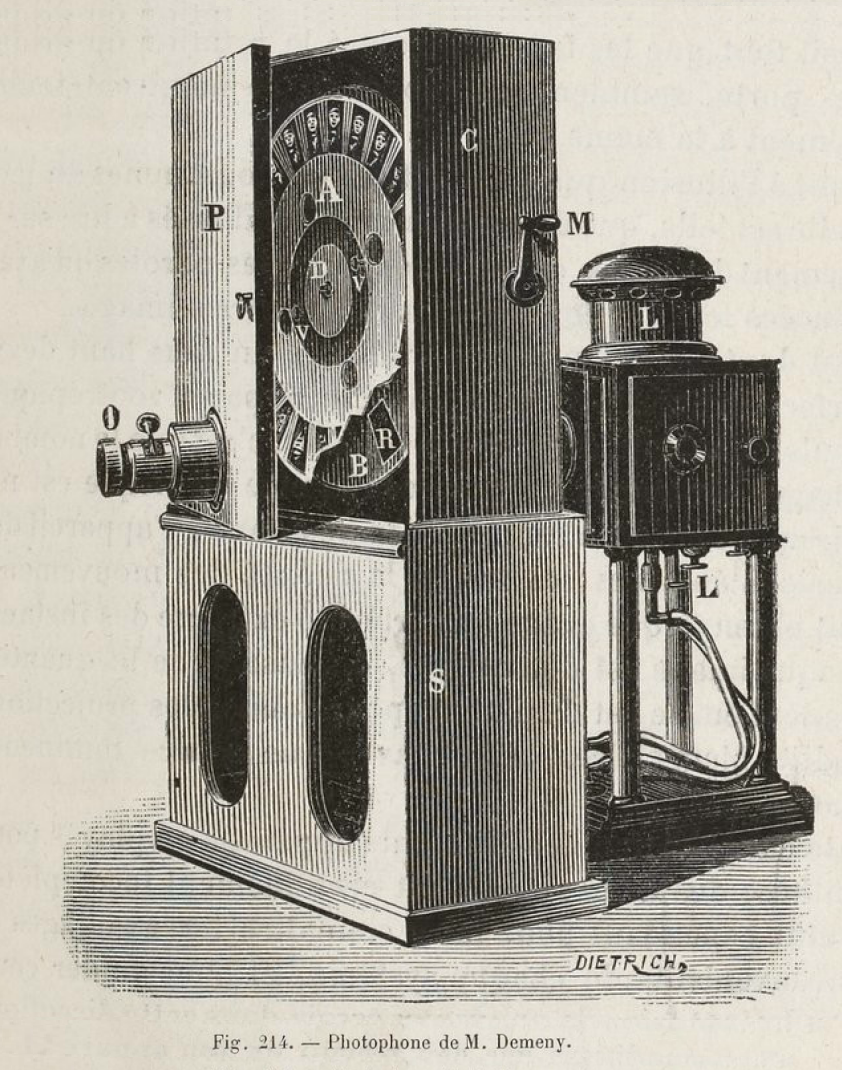
Phonoscope (ou Photophone) de Demenÿ
Animation moderne d'une scène du Phonoscope de Demenÿ
Disque du phonoscope de Demenÿ

### Filmographie
- Jérôme Prieur, Vivement le cinéma, film documentaire sur le siècle avant l'invention du cinématographe (coproduction Mélisande films, La Cinemathèque française, Arte France, 2011).